# Panteón Nacional de Venezuela
El Panteón Nacional de Venezuela es el edificio donde se conservan los restos de personajes destacados de la historia de Venezuela. Está ubicada en la parroquia Alta Gracia de Caracas en el terreno donde se encontraba la iglesia de la Santísima Trinidad, construida en 1744 por Juan Domingo del Sacramento, inaugurado el 15 de julio de 1780 y afectado en 1812 por el terremoto que se suscitó en la ciudad de Caracas

## Historia

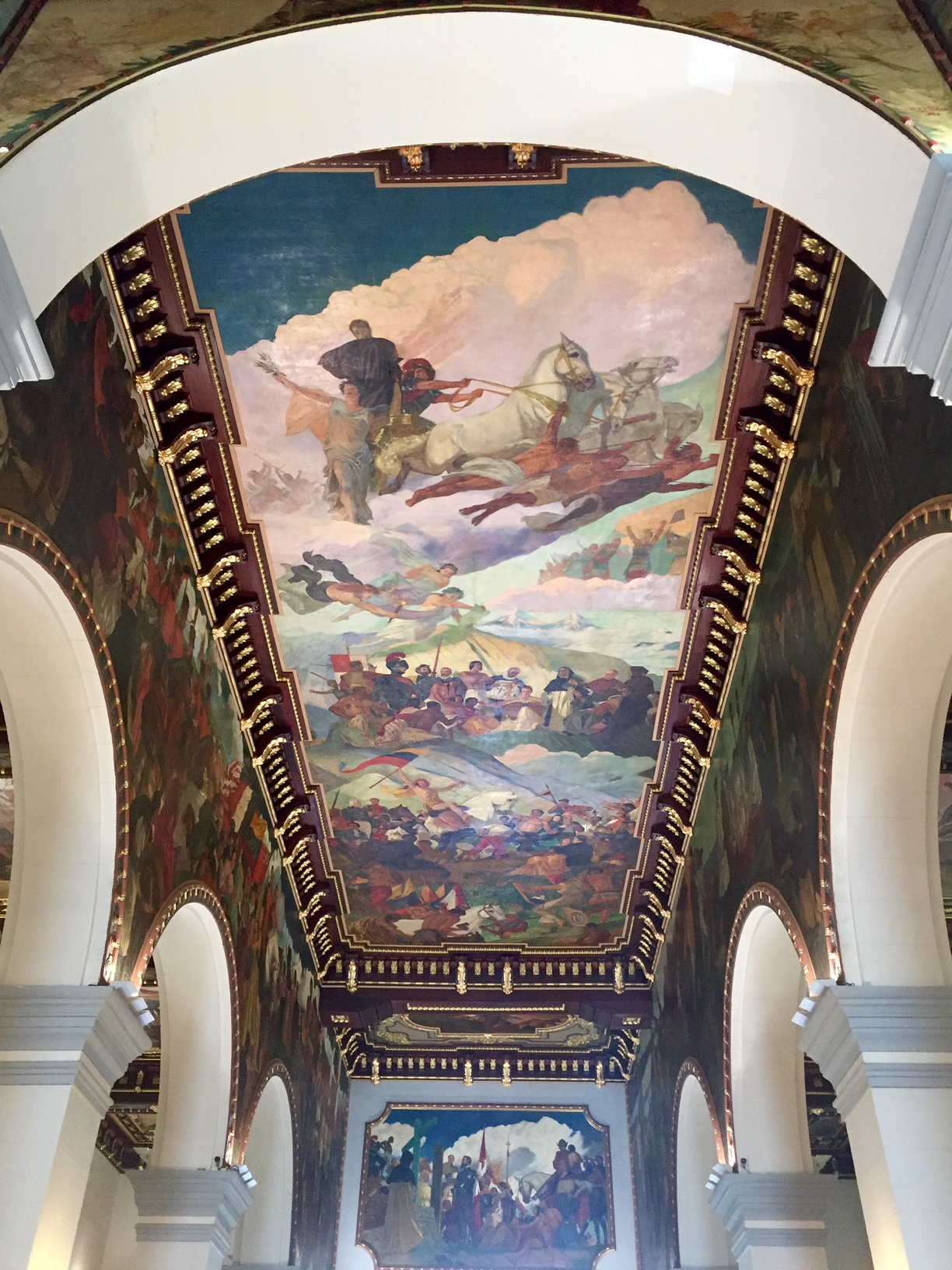
La obra de Tito Salas: Apoteosis del Libertador (1942), en la nave central del Panteón Nacional.

Antonio Guzmán Blanco decretó el 27 de marzo de 1874 convertir la estructura de una antigua iglesia (iglesia de la Santísima Trinidad) en el Panteón Nacional, sitio en el que descansarían los restos de los personajes ilustres del país. La razón para esta decisión se debió a su ubicación y a sus antecedentes históricos. Fue inaugurado el 28 de octubre de 1875.
Los primeros personajes cuyos restos fueron trasladados a la Iglesia fueron: Francisco Rodríguez del Toro e Ibarra, Ezequiel Zamora, José Gregorio Monagas, Manuel Ezequiel Bruzual y Juan Crisóstomo Falcón.
Al año siguiente, el 28 de octubre de 1876, los restos de Simón Bolívar fueron llevados a este lugar solemne. En el acto, según los historiadores, participaron como oradores Sistiaga y Eduardo Calcaño. Este mismo año dos meses antes el 24 de agosto fueron trasladados al recinto los restos mortales de Luisa Cáceres de Arismendi siendo la primera mujer cuyos restos ingresaron al Panteón.
El artista Tito Salas fue el encargado de la decoración del Panteón Nacional. Salas fue el creador de los monumentos que se han construido en honor a los destacados personajes que allí reposan.
Durante el gobierno del general Juan Vicente Gómez se realizaron algunos trabajos en el edificio del Panteón Nacional: el primero en 1911, según proyecto del arquitecto Alejandro Chataing; y el segundo en 1929, según proyecto del arquitecto Manuel Mujica Millán.

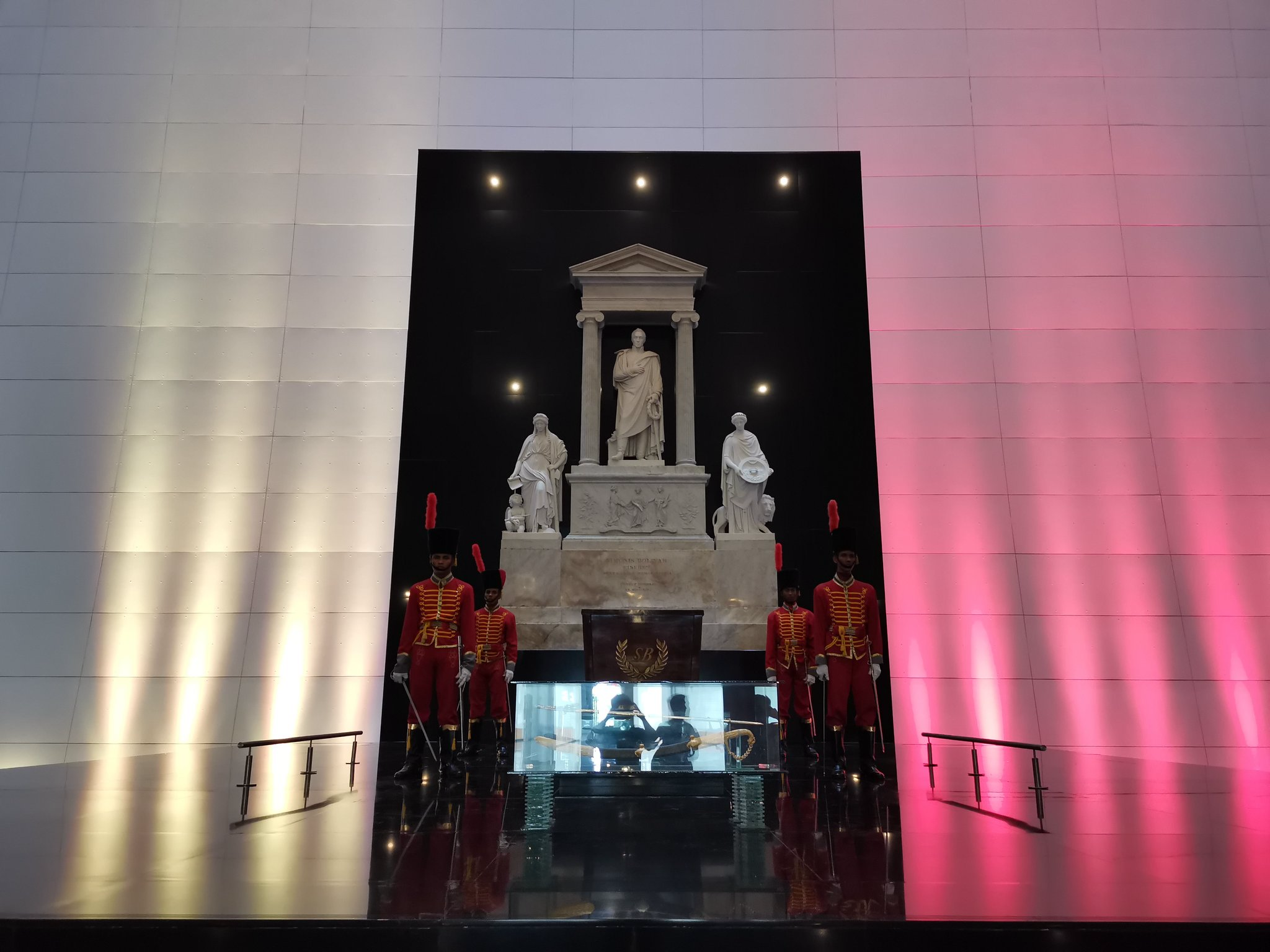
Interior del Panteón Nacional.

La edificación fue posteriormente declarada como Monumento Nacional el 25 de julio de 2002.
Cada año, el 5 de julio, en el marco de la firma del Acta de la Declaración de Independencia, el presidente en funciones presenta una ofrenda floral en honor de los que murieron al servicio del país.
La constitución vigente de Venezuela establece que para que los restos de un personaje histórico sean ingresados en el Panteón Nacional, deben haber transcurrido al menos 25 años de su muerte. "Esta decisión podrá tomarse por recomendación del presidente de la República, de las dos terceras partes de los gobernadores o gobernadoras de Estado o de los rectores o rectoras de las Universidades Nacionales en pleno", señala el artículo 187, numeral 15 de la Carta Magna.
En el año 2010 se iniciaron los trabajos de restauración del Panteón Nacional y la construcción de un mausoleo en honor a Simón Bolívar. La obra fue inaugurada en 2013.
Esta obra, creada como una extensión del Panteón Nacional, ubicado en Caracas, contó con el diseño de los autores Farruco Sesto, Lucas Pou, Gilberto Rodríguez y Orlando Martínez, y fue inaugurada el 14 de mayo de 2013 por el jefe de Estado.

## Trabajos de Tito Salas

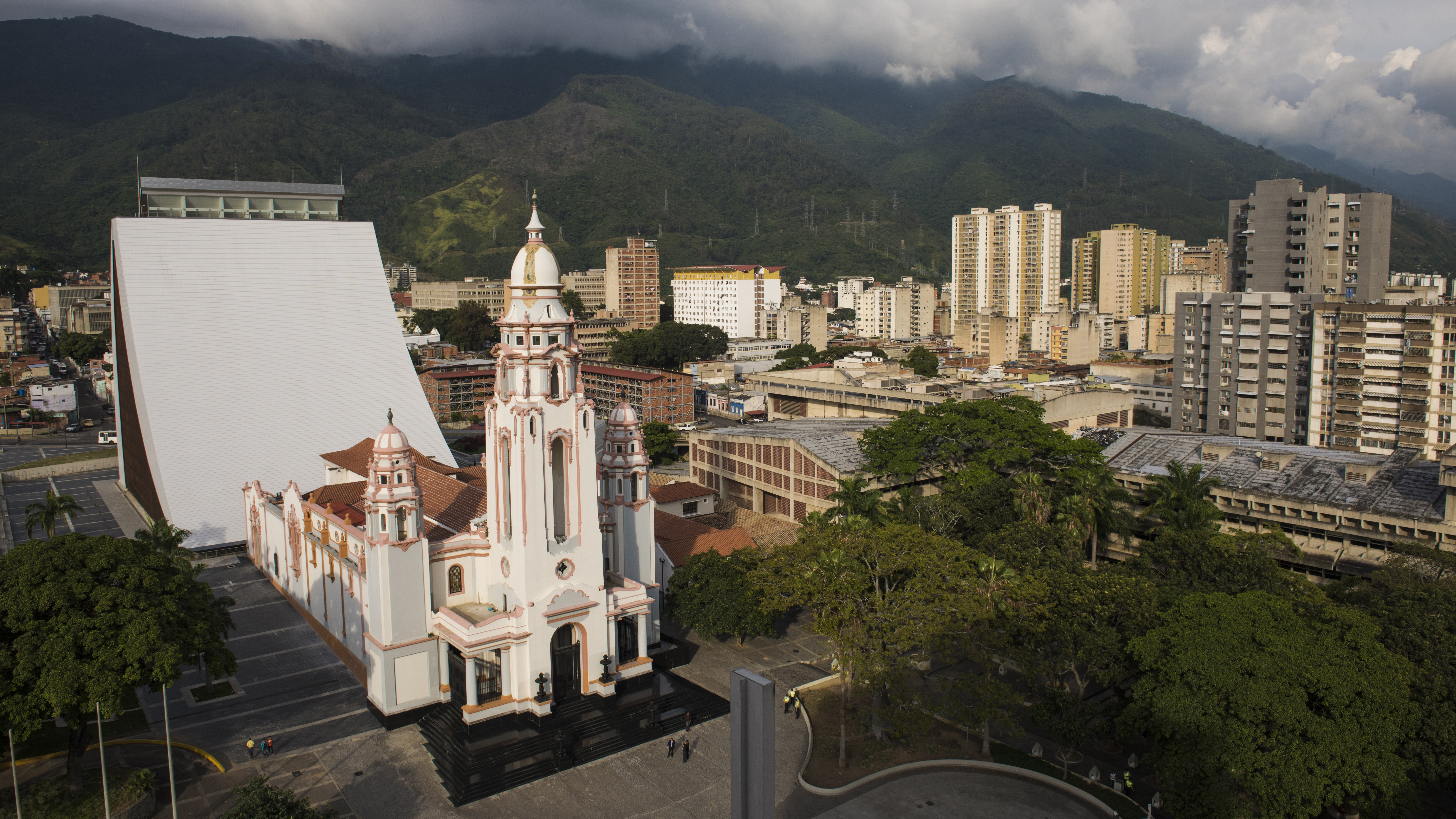
Vista del Panteón Nacional y el Mausoleo del Libertador.

- Alegoría de la libertad de los esclavos.
- Apoteosis del Libertador. (1942)
- Bolívar en el Chimborazo.
- Bolívar y Humboldt en París.
- El ascenso al Cerro de Potosí el 26 de octubre de 1825.
- El tiempo graba el nombre de Bolívar para la posteridad.
- Entrada triunfal de Bolívar a Caracas después de la Batalla de Carabobo en 1821. (1935)
- Escudo de Caracas. (1942)

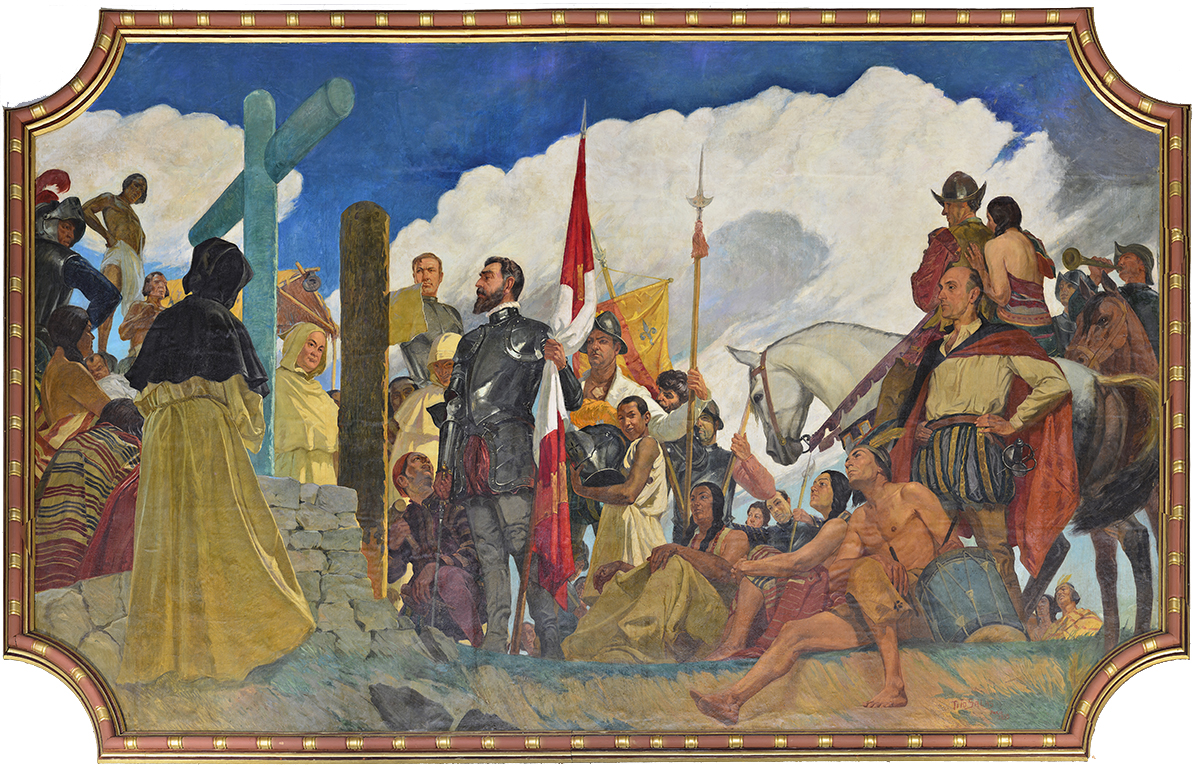
Fundación de Caracas, obra de Tito Salas en el Panteón Nacional.

- Fundación de Caracas, obra de Tito Salas en el Panteón Nacional.Escudo de la familia Bolívar. (1942)
- Escudo de Venezuela. (1942)
- Fundación de Caracas. (1939)
- Inspiración del istmo de Panamá.
- Juramento de Bolívar en el monte Sacro.
- La noche de Casacoima.
- La Santísima Trinidad. (1933)
- Traslado de los restos del Libertador de la Guaira a Caracas en 1842. (1934)
- Unión, Unión.

## Lista de personas enterradas en el Panteón
- Cecilio Acosta. Escritor, periodista y humanista. (5 de julio de 1937).
- José Ángel del Álamo. Médico, líder del movimiento independentista. (9 de mayo de 1876).
- Francisco de Paula Alcántara. General en la Guerra de la Independencia. (6 de junio de 1876).
- Demetrio Alfaro. Oficial en la Guerra de la Independencia. (28 de mayo de 1876).
- Lisandro Alvarado. Doctor. (14 de mayo de 1980).
- Apacuana. Rebelde indígena. (8 de marzo de 2017)
- Raimundo Andueza. Abogado, militar y político, padre del presidente Raimundo Andueza Palacio. (2 de septiembre de 1881).
- Francisco Aranda. Político. (18 de mayo de 1898).
- Juan Bautista Arismendi. Oficial en la Guerra de la Independencia. (29 de enero de 1877).
- Jesús María Aristeguieta. Militar y político en la Guerra de la Independencia. (18 de marzo de 1890).
- Carlos Arvelo. Médico y político. (16 de diciembre de 1942).
- Rafael Arvelo. Periodista. (12 de julio de 1877).
- Francisco de Paula Avendaño. Oficial en la Guerra de la Independencia. (16 de marzo de 1966).
- Rafael María Baralt. Escritor e historiador; embajador en España. (23 de noviembre de 1982).
- José Miguel Barceló. Militar de la Guerra Federal. (14 de mayo de 1878).
- Pedro Bárcenas. Médico y oficial en la Guerra de la Independencia. (5 de noviembre de 1877).
- Víctor Barret de Nazarís. Militar y político de la Guerra Federal. (25 de agosto de 1896).
- Renato Beluche. Marino de la Armada de Venezuela durante la Guerra de Independencia. (22 de julio de 1963).
- Luis Beltrán Pietro Figueroa Maestro, político, Presidente del Congreso Nacional (1962-67). (17 de enero de 2025).[3]
- José Francisco Bermúdez. Oficial en la Guerra de la Independencia. (24 de octubre de 1877).
- Pedro Bermúdez Cousín. Abogado, militar y político. (30 de diciembre de 1875).
- Andrés Eloy Blanco. Poeta y político. (2 de julio de 1981).
- José Félix Blanco. Sacerdote. (3 de julio de 1896).
- Manuel Blanco. Marino que luchó tanto con San Martín como con Simón Bolívar. (15 de abril de 1876).
- Rufino Blanco Fombona. Escritor y político. (23 de junio de 1975).
- Simón Bolívar. Libertador de Bolivia, Colombia, Ecuador, Perú, Panamá y Venezuela. (28 de octubre de 1876).
- Justo Briceño Otálora. Oficial en la Guerra de la Independencia. (21 de mayo de 1876).
- Mario Briceño Iragorry. Historiador, escritor y diplomático. (6 de marzo de 1991).
- Domingo Briceño y Briceño. Abogado, periodista y escritor. (6 de mayo de 1876).
- Luis Brión. Almirante de la Armada de Venezuela en la Guerra de Independencia. (10 de abril de 1882).
- Blas Bruzual. Militar, político y periodista. (16 de agosto de 1889).
- Manual Ezequiel Bruzual. Militar y político. (13 de noviembre de 1872).
- Lorenzo Bustillos. Oficial en la Guerra de la Independencia. (17 de febrero de 1877).
- Luisa Cáceres de Arismendi. Patriota y heroína de la guerra de Independencia de Venezuela. (14 de agosto de 1876).
- Josefa Venancio de la Encarnación Camejo. Heroína en la Guerra de la Independencia.
- Francisco Carabaño Aponte. Oficial en la Guerra de la Independencia. (18 de mayo de 1876).
- Teresa Carreño. Pianista y compositor. (9 de diciembre de 1977).
- José de la Cruz Lane. Oficial en la Guerra de la Independencia. (15 de diciembre de 1971).
- Carlos Luis Castelli. Oficial en la Guerra de la Independencia. (11 de mayo de 1876).
- Juan Francisco del Castillo. Abogado, militar y político. (2 de julio de 1893).
- Pedro Camejo. Conocido por su sobrenombre Negro Primero, fue el héroe de la Guerra de Independencia y luchó junto a Simón Bolívar hasta su prematura muerte en la Batalla de Carabobo. (24 de junio de 2015)
- Cipriano Castro. Militar y Presidente de Venezuela. (6 de diciembre de 2002).
- Manuel Cedeño. Oficial en la Guerra de la Independencia. (16 de diciembre de 1942).
- Lino de Clemente. Oficial de la Armada de Venezuela. (21 de julio de 1961).
- Agustín Codazzi. Militar, científico, geógrafo y cartógrafo. (16 de diciembre de 1942).
- Juan Fermín Colmenas. Militar y político en la Guerra Federal. (20 de agosto de 1881).
- Juan José Conde. Oficial en la Guerra de la Independencia. (19 de mayo de 1876).
- José María Delgado Correa. (20 de mayo de 1876).
- Manuel María Echeandía. (18 de abril de 1876).
- Juan Crisóstomo Falcón. Militar, político y presidente de Venezuela. (1 de mayo de 1874).
- León de Febres Cordero. Oficial en la Guerra de la Independencia. (16 de diciembre de 1942).
- Carmelo Fernández. Oficial en la Guerra de la Independencia. (18 de agosto de 1983).
- Fernando Figueredo. Oficial en la Guerra de la Independencia. (29 de junio de 1937).
- Alejo Fortique. Político y diplomático. (30 de abril de 1876).
- Argimiro Gabaldón. Político, poeta, pintor y guerrillero. (15 de julio de 2017).
- Rómulo Gallegos. Escritor y político, Presidente de Venezuela. (3 de mayo de 1994).
- Juan Garcés. Militar en la Guerra de la Independencia. (26 de noviembre de 1934).
- José María García. Oficial de Marina en la Guerra de la Independencia. (15 de agosto de 1896).
- Valentín García. Oficial en la Guerra de la Independencia. (27 de abril de 1961).
- Miguel Gil. Militar en la Guerra de la Independencia. (5 de agosto de 1876).
- Francisco Esteban Gómez. Oficial en la Guerra de la Independencia. (20 de agosto de 1881).
- José de Jesús González. Líder militar de la Guerra Federal. (22 de abril de 1897).
- Tomás Verde. (24 de agosto de 1876).
- Guaicaipuro (cenotafio). Jefe indígena. (9 de diciembre de 2001).
- Manuel María Guevara. (10 de agosto de 1877).
- Antonio Leocadio Guzmán. Político y periodista. (18 de noviembre de 1884).
- Antonio Guzmán Blanco. Militar, abogado y presidente de Venezuela. (1999).
- Tomás de Heres. Oficial en la Guerra de la Independencia. (16 de diciembre de 1942).
- Francisco Hurtado. (26 de mayo de 1876).
- Andrés Ibarra. Oficial en la Guerra de la Independencia
- Diego Ibarra. Oficial en la Guerra de la Independencia. (20 de octubre de 1876).
- Francisco de Ibarra. Sacerdote. (9 de noviembre de 1880).
- Juan Domingo del Sacramento Infante. Albañil, constructor de la iglesia de la Santísima Trinidad (actual Panteón Nacional). (13 de diciembre de 1780).
- Tomás Lander. Periodista, agricultor, político y propagador del pensamiento liberal. Presidente de Venezuela (5 de abril de 1884).
- José Prudencia Lanz. (21 de abril de 1876).
- Jacinto Lara. Oficial en la Guerra de la Independencia. (24 de julio de 1911).
- Francisco Lazo Martí. Médico y poeta. (27 de octubre de 1983).
- Andrés Olimpo Level. Magistrado, abogado, político y periodista. Activo en la Guerra de la Independencia. (28 de noviembre de 1876).
- Francisco Linares Alcántara. Militar y político, Presidente de Venezuela. (4 de diciembre de 1878).
- Enrique Luzón. Nacido en Alemania y originalmente llamado Heinrich von Lutzow Oficial en la Guerra de Independencia. (12 de diciembre de 1877).
- José Tomás Machado. Oficial de la Armada de Venezuela. (16 de diciembre de 1942).
- Vicente Marcano. Ingeniero, químico y geólogo. (10 de julio de 1991).
- Santiago Mariño. Oficial en la Guerra de la Independencia. (1 de enero de 1877).
- Zoilo Medrano. Líder campesino de la Guerra Federal. (22 de abril de 1897).
- Ramón Ignacio Méndez de la Barta. Sacerdote, abogado y político durante la Guerra de la Independencia. (16 de diciembre de 1942).
- Arturo Michelena. Pintor. (29 de julio de 1948).
- Guillermo Michelena Salias. Médico, profesor universitario y escritor científico. (10 de noviembre de 1891).
- Carlos Minchin. Oficial en la Guerra de la Independencia. (4 de junio de 1879).
- Francisco de Miranda (cenotafio). Revolucionario venezolano anterior a Bolívar, partícipe de la Revolución Americana y de la Revolución francesa.
- José Gregorio Monagas. General en la Guerra de Independencia, presidente de Venezuela, ordenó el fin de la esclavitud en un decreto presidencial de 1854. (13 de noviembre de 1872).
- José Tadeo Monagas. Líder militar, Presidente de Venezuela. (17 de mayo de 1877).
- Mariano Montilla. Oficial en la Guerra de la Independencia. (3 de julio de 1896).
- Juan de Dios Monzón. Médico, soldado y político. (20 de abril de 1876).
- José Trinidad Morán. Escritor y oficial en la Guerra de la Independencia. (3 de diciembre de 1954).
- Tomás Muñoz y Ayala. (14 de junio de 1892).
- Pedro Navarro Bolet. (29 de enero de 1878).
- Carlos Núñez. Miembro de la Sociedad Patriótica durante la Independencia. (17 de febrero de 1877).
- Daniel Florencio O'Leary. Oficial irlandés que sirvió en el ejército de Venezuela y Colombia durante la Guerra de Independencia. (10 de abril de 1882).
- Manuel Germán Ojeda Muñiz. (20 de diciembre de 1875).
- Fabricio Ojeda. Periodista y reportero de noticias que ayudó a lograr el triunfo del golpe venezolano de 1958, que puso fin a años de dominación militar en los asuntos estatales, y más tarde presidente del Consejo Patriótico durante el período de transición democrática. (24 de enero de 2017)
- José Manuel Olivares. Oficial en la Guerra de la Independencia. (14 de mayo de 1876).
- José Antonio Páez. General en Jefe de la Independencia de Venezuela. (19 de abril de 1888).
- Miguel Palacio Fajardo. Médico y abogado. Oficial en la Guerra de la Independencia. (1876).
- Juan Antonio Paredes Angulo. Oficial en la Guerra de la Independencia. (16 de septiembre de 1960).
- Francisco Vicente Parejo. Oficial en la Guerra de la Independencia. (18 de mayo de 1876).
- Ana Teresa Parra Sanojo. Escritor. (7 de noviembre de 1989).
- Jesús María Paúl. (11 de febrero de 1877).
- Miguel Peña. Abogado y político. (24 de julio de 1911).
- Fernando Peñalver. Firmante del Acta de Independencia. (3 de julio de 1896).
- Juan Antonio Pérez Bonalde. Poeta. (14 de febrero de 1946).
- Manuel Piar. General jefe del ejército durante la Guerra de la Independencia.
- Gabriel Picón González. Oficial en la Guerra de la Independencia. (23 de junio de 1975).
- Judas Tadeo Piñango. Oficial en la Guerra de la Independencia. (16 de diciembre de 1942).
- Simón Planas. Político. (26 de agosto de 1877).
- José Ignacio Pulido del Pumar. Oficial en la Guerra de la Independencia. (15 de enero de 1881).
- José Luis Ramos. Humanista, fundador del periodismo literario. (16 de agosto de 1889).
- Rafael Rangel. Científico que estudió las enfermedades tropicales. (20 de agosto de 1977).
- Luis Razetti. Médico y cirujano. (23 de junio de 1982).
- César Rengifo. Pintor, poeta, escritor. (10 de mayo de 2016).
- José Rafael Revenga. Abogado. (22 de diciembre de 1969).
- Armando Reverón. Pintor. (10 de mayo de 2016).
- Pedro Rodríguez. (12 de diciembre de 1879).
- Simón Rodríguez. El maestro de Bolívar. (28 de febrero de 1954).
- Francisco Rodríguez del Toro. Firmante del Acta de Independencia y primer comandante en jefe del Ejército de Independencia de Venezuela (9 de mayo de 1851).
- Donato Rodríguez Silva. Militar y político de la Guerra Federal. (22 de abril de 1897).
- Arístides Rojas. Naturalista. (22 de septiembre de 1983).
- Cristóbal Rojas. Pintor. (27 de diciembre de 1958).
- Pedro Manuel Rojas. Líder militar de la Guerra Federal. (10 de agosto de 1876).
- Juan José Rondón. Oficial en la Guerra de la Independencia. (25 de agosto de 1896).
- Manuela Sáenz. Fue heroína en las guerras de independencia latinoamericanas, ayudó en la lucha por la independencia peruana y por los derechos de las mujeres y fue responsable de salvar a Simón Bolívar de un intento de asesinato en 1828. (5 de julio de 2010)
- Bartolomé Salom. Oficial en la Guerra de la Independencia. (5 de julio de 1909).
- Tomás José Sanabria y Meleán. Abogado y político. (1 de enero de 1896).
- Luis Sanojo. Abogado y político. (22 de junio de 1978).
- José Lorenzo Silva. Oficial en la Guerra de la Independencia. (16 de diciembre de 1942).
- Juan Antonio Sotillo. Oficial en la Guerra de la Independencia. (9 de enero de 1878).
- Carlos Soublette. Oficial en la Guerra de Independencia, Presidente de Venezuela. (7 de febrero de 1970).
- Fermín Toro. Político, escritor y diplomático. (23 de abril de 1876).
- Pedro León Torres. Oficial en la Guerra de la Independencia. (16 de agosto de 1889).
- Martín Tovar y Tovar. Pintor. (22 de septiembre de 1983).
- José Vicente de Unda. Sacerdote. (16 de diciembre de 1942).
- Diego Bautista Urbaneja. Abogado y coronel. (22 de octubre de 1876).
- Adolfo Urdaneta. Hijo de Rafael Urdaneta. (24 de noviembre de 1876)
- Rafael Urdaneta. Oficial General de la Guerra de la Independencia. (16 de mayo de 1876).
- Wenceslao Urrutia. Abogado y político. (20 de abril de 1876).
- Juan Uslar. Nacido en Alemania y originalmente llamado Johan Von Usler, en 1819 trajo más de 300 soldados para ayudar a los venezolanos en su lucha por la independencia. (16 de diciembre de 1942).
- José María Vargas. Médico y cirujano, Presidente de Venezuela. (27 de abril de 1877).
- Miguel Antonio Vásquez. Oficial en la Guerra de la Independencia. (hacia 1920).
- José Joaquín Veroes. Coronel en la Guerra de la Independencia. (16 de diciembre de 1942).
- Francisco Javier Yáñez. (1876).
- José Ramón Yépez. Oficial de la Armada de Venezuela. (22 de agosto de 1949).
- Ezequiel Zamora. Líder militar de la Guerra Federal. (13 de noviembre de 1872)
- Miguel Zárraga. Oficial en la Guerra de la Independencia. (10 de mayo de 1876).

Las siguientes personalidades de la lista anterior no están sepultadas en el Panteón porque sus restos no han sido encontrados, pero ha sido decretado por las autoridades venezolanas que así sea:
- Francisco de Miranda. Primer líder de la Independencia venezolana, participante en la Guerra Revolucionaria Americana y en la Revolución francesa.

- Josefa Camejo. Heroína de la Guerra de la Independencia.

- Guaicaipuro. Jefe indígena que luchó contra los españoles.
- Manuel Piar. General jefe del ejército durante la Guerra de la Independencia.